# ميان ده (لاريجان السفلي)
میان ده (بالفارسية: میان‌ده) هي قرية تقع في إيران في قسم لاریجان السفلی الريفي.